# 風越山 (上松町)
風越山（かざこしやま）は、木曽山脈（中央アルプス）の宝剣岳から三ノ沢岳を経て西に延びた独標尾根上にある標高1,699mの山。山体すべてが長野県木曽郡上松町に属し、山頂には二等三角点がある。

## 概要
山頂付近は樹木帯で展望がないが、山頂から南東140m程の位置に展望台があり、木曽駒ヶ岳、宝剣岳、三ノ沢岳などの展望が得られる。宝剣岳から西に一直線に木曽川の支流の滑川が流れており、ちょうど延長上に風越山が位置している。以前は南西斜面で秣（まぐさ）取りと春に山焼きが行われていたが、木曽馬が少なくなったことにより1970年代に衰退した。
東海地方などからの日帰り登山として人気も高い。里山登山愛好者の間では、南木曽岳・風越山・糸瀬山の3山を木曽三山と呼んでいる。
かつては山麓の地域で酪農が営まれており、牧草を刈る斜面として一面の草地であったことから、草原を風が吹き渡る風景が木曽八景のひとつ「風越の晴嵐（あるいは青嵐）」として数えられている。

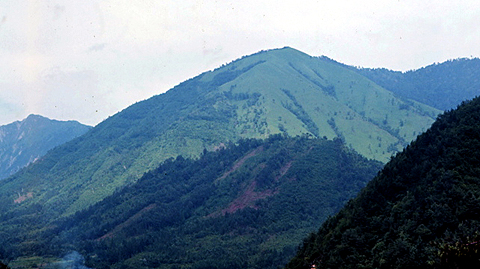
昭和４０年代の風越山の風景

また木曽山脈西縁断層帯の一部に位置し、過去に西側斜面の山体が崩壊し、ケルンバット群を形成している地質的特徴を持つ。

## 登山道
2本の登山道がある。西側の山麓には木曽古道がある。
- 吉野コース - 西山麓の鷹鳥屋登山口から登るコース。カヤト境からは、間近に上松町の街並みと、御嶽山を望むことができる。
- 滑川コース - 木曽駒ヶ岳登山道上松Aコースの途中から滑川を渡り登り始めるコース。滑川は水量が多く渡渉が困難な場合があり、利用者は少ない。

## 周辺の山
木曽山脈（中央アルプス）の前衛の山で、木曽川水系の滑川及び萩原沢の支流の源流の山である。
| 山容 | 山名       | 標高 （m） | 三角点 等級      | 風越山との 距離（km） | 備考       |
| ---- | ---------- | ---------- | ---------------- | --------------------- | ---------- |
|      | 御嶽山     | 3,067      | 一等 (3,063.41m) | 27.2                  | 日本百名山 |
|      | 宝剣岳     | 2,931      |                  | 6.5                   |            |
|      | 木曽駒ヶ岳 | 2,955.95   | 一等             | 6.3                   | 日本百名山 |
|      | 木曽前岳   | 2,826      |                  | 5.6                   |            |
|      | 麦草岳     | 2,733      |                  | 5.4                   |            |
|      | 三ノ沢岳   | 2,846.48   | 三等             | 4.9                   |            |
|      | 風越山     | 1,698.50   | 二等             | 0                     |            |
|      | 糸瀬山     | 1,866.55   | 二等             | 6.6                   |            |

## 風越山からの眺望
ウィキメディア・コモンズには、風越山からの眺望に関するカテゴリがあります。

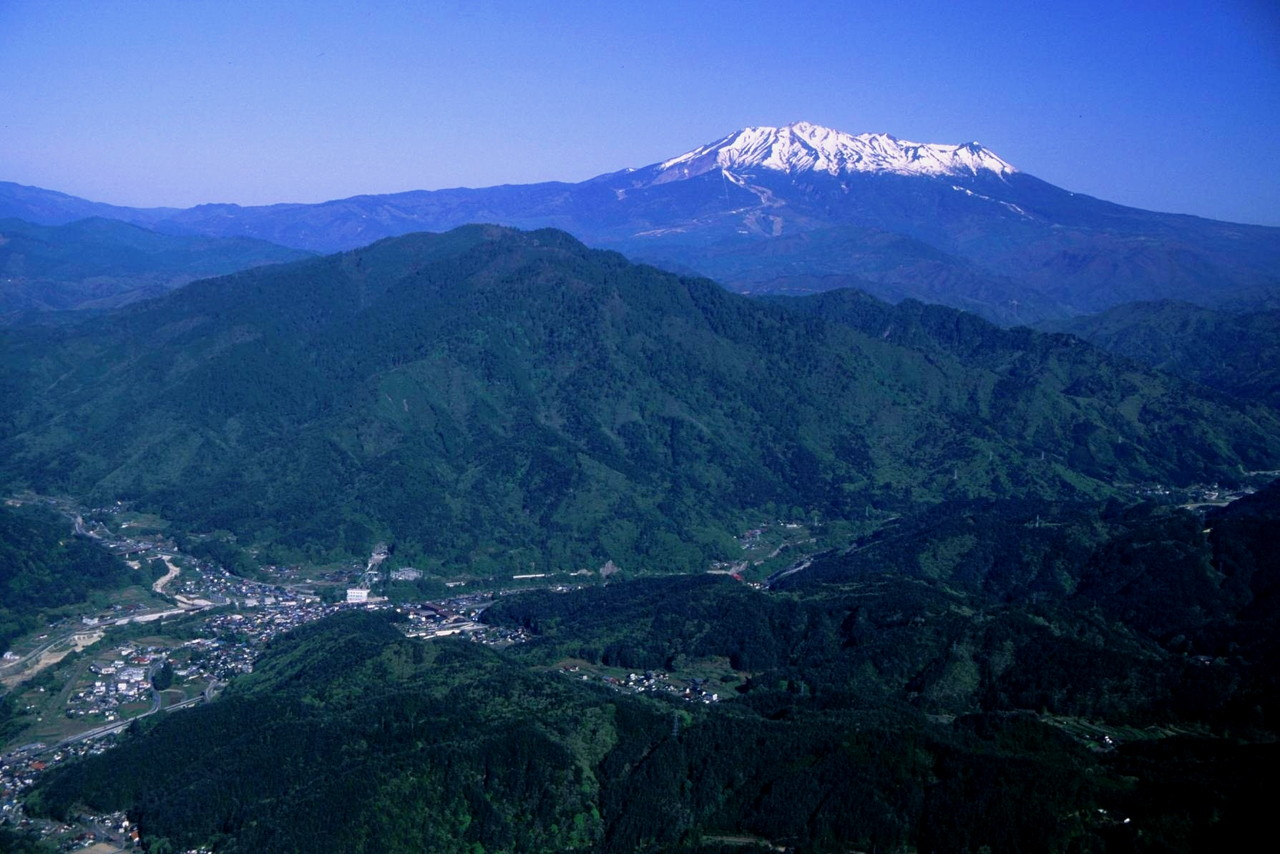
御嶽山と山麓の上松町
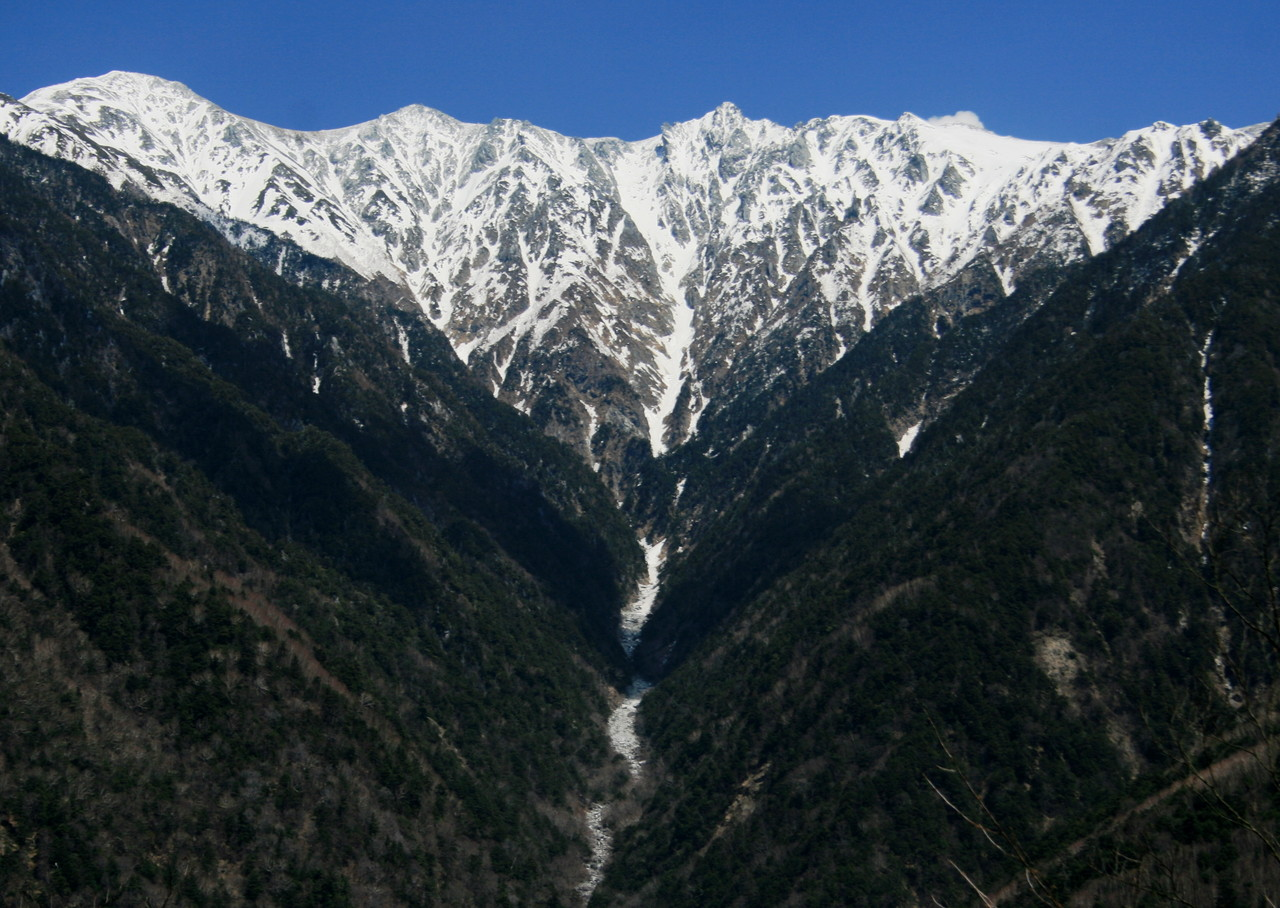
川源流部、木曽駒ヶ岳と宝剣岳
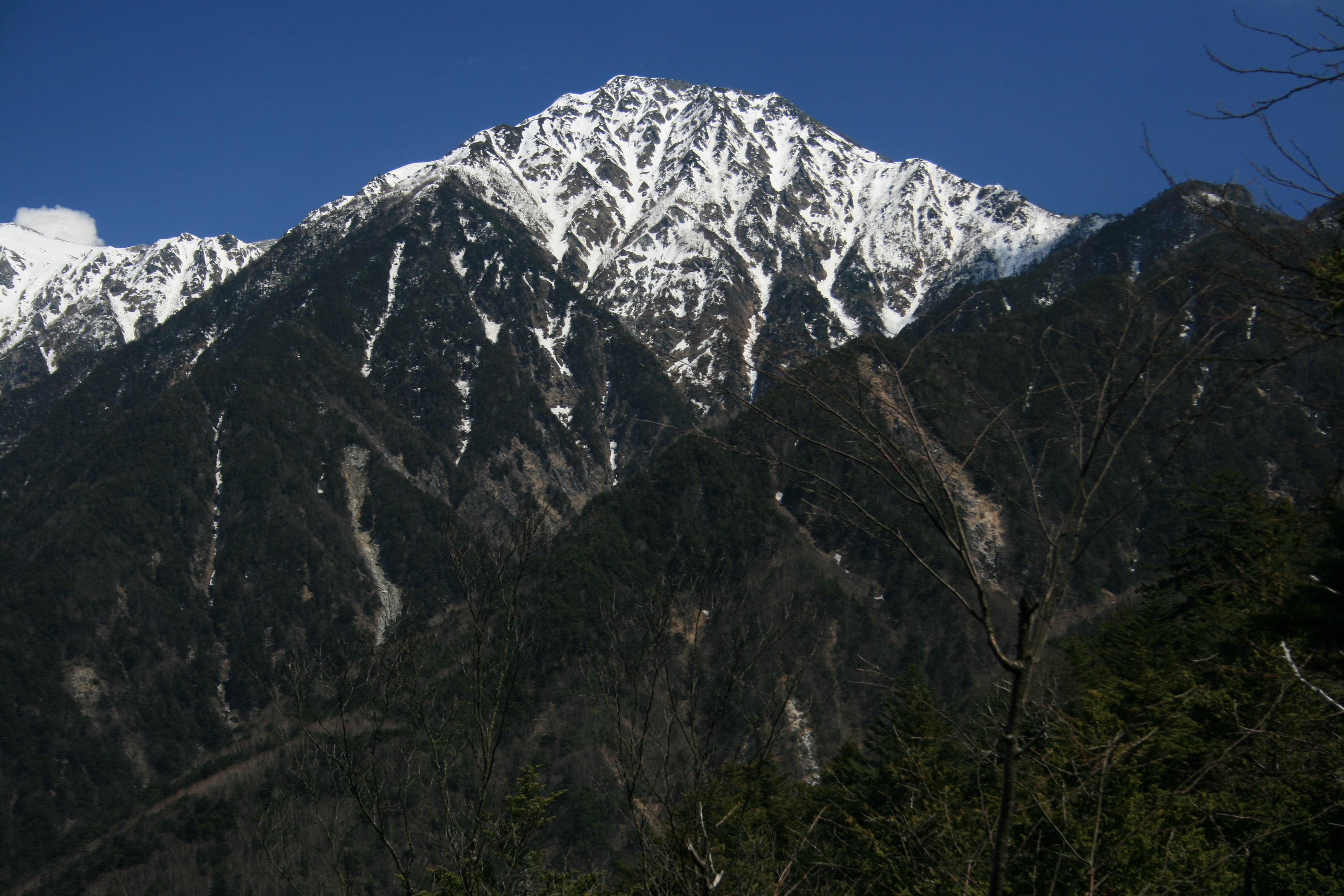
三ノ沢岳

## 関連図書
- 『山と高原地図 木曽駒・空木岳 中央アルプス2010』昭文社、ISBN 978-4-398-75720-3
- 『新・分県登山ガイド(改訂版)　長野県の山』山と渓谷社、ISBN  978-4-635-02365-8
- 『東海・北陸の200秀山　下(東海・信州編)』中日新聞社、ISBN  978-4-8062-0599-9
- 『中央アルプスの山旅　地形・地質観察ガイド』飯田市美術博物館